# Winnifred Ntumi
Pour les articles homonymes, voir Ntumi.
Winnifred Ntumi (née le 28 septembre 2002) est une haltérophile ghanéenne. 

## Carrière
Winnifred Ntumi représente le Ghana aux Championnats d'Afrique juniors 2018, remportant la médaille de bronze au total dans la catégorie des moins de 48 kg en Égypte.
Elle est médaillée de bronze au total aux Championnats d'Afrique d'haltérophilie 2019 dans la catégorie des moins de 49 kg, faisant d'elle la première Ghanéenne à concourir et à remporter une médaille dans cette compétition.
Elle participe ensuite aux Jeux africains de 2019 au Maroc, remportant trois médailles de bronze dans la catégorie des moins de 45 kg, faisant d'elle la première haltérophile ghanéenne à remporter une médaille dans cette compétition,.
Elle participe au concours des moins de 49 kg des Championnats du monde d'haltérophilie 2021 qui se sont tenus à Tachkent, en Ouzbékistan. Les Championnats d'haltérophilie du Commonwealth 2021 ont également lieu simultanément et son résultat total lui donne la médaille de bronze dans cette épreuve,.
Elle termine à la neuvième place de l'épreuve féminine des moins de 49 kg aux Jeux du Commonwealth de 2022 qui se sont tenus à Birmingham.
Aux Jeux africains de 2023 organisés à Accra, au Ghana, elle concourt dans l'épreuve féminine des moins de 49 kg, remportant la médaille d'or au total et deux médailles d'argent à l'arraché et à l'épaulé-jeté,.